# Hammondovy varhany

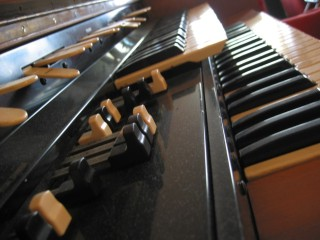
Hammond L-100

Hammondovy varhany jsou elektromechanický hudební nástroj (elektrofon), jejichž první prototyp vyrobil v dubnu 1935 Laurens Hammond. Původním záměrem bylo najít levnější alternativu pro kostelní píšťalové varhany, Hammondovy varhany se však využívají hlavně v jazzu, soulu, blues, funku, Jazz-funku, Soul-jazzu, rocku a gospelu.
Zvuková barva Hammondových varhan vzniká aditivní syntézou, tóny se tvoří skládáním přibližně sinusových vln, které jsou generovány pomocí rotujících ozubených tónových kol. Profil ozubení kol je zvolen tak, aby byl generován signál požadovaného průběhu. Poměry jednotlivých vln se nastavují posuvnými táhly umístěnými nejčastěji nad klaviaturami. Z mnoha vyráběných modelů Hammondových varhan je nejznámější Hammond B-3. Poslední elektromechanické Hammondovy varhany sjely z montážní linky v polovině 70. let. Brzy se objevily elektronické analogové a později i digitální nástroje napodobující zvuk Hammondových varhan.

## Historie
V roce 1897 patentoval Thaddeus Cahill nástroj nazvaný Telharmonium, který pomocí rotačních přerušovačů a později alternátorů vytvářel aditivní syntézou zvuky různých barev ve formě elektrických signálů. Podobný princip o 30 let později použil při návrhu svých varhan americký inženýr Laurens Hammond. Ten získal patent 1.965.350 na nový typ „elektrického hudebního nástroje“, který napodobuje zvuk klasických varhan za použití tónových kol a elektromagnetických snímačů.
Vynález byl představen veřejnosti v dubnu 1935 a první model byl k dispozici v červnu téhož roku. V populární hudbě byly varhany poprvé použity v hudbě Milta Hertha, který hrál živě na WIND (AM), brzy poté, co varhany přišly na trh.. Hammondovy varhany byly původně určené jako dostupná náhražka píšťalových varhan v měšťanských domech a jako nástroj pro rozhlasové vysílání. V průběhu druhé světové války se varhany užívaly ve vojenských kaplích a divadlech, rozšíření znalosti tohoto nástroje mezi vojáky přispělo k jeho popularitě i v poválečném období. Od 50. let začali Hammondovy varhany používat jazzoví hudebníci jako Jimmy Smith, Rhoda Scott nebo Lou Bennett jako svůj charakteristický nástroj. Od 60. let Hammondovy varhany získaly oblibu u rockových a popových skupin a staly se součástí vybavení rockových umělců jako jsou Gregg Allman (The Allman Brothers Band), Steve Winwood, Richard Wright (Pink Floyd), Keith Emerson, Jon Lord, Matthew Fisher (Procol Harum), Rick Wakeman (Yes) a od 90. let acid rockových umělců jako je The Brand New Heavies, Jack McDuff nebo Tony Monako.
Nejvýznamnějším hráčem na tento nástroj v Československu byl od konce 60. až do 80. let Marián Varga, z mladší generace pak česko-americký hudebník Ondřej Pivec.
Značku Hammond nyní vlastní firma Suzuki – Hammond Suzuki Co., Ltd. Dnes je zvuk Hammondových varhan napodobován digitálními elektronickými nástroji.

## Princip

### Aditivní syntéza
Jak už bylo řečeno výše, Hammondovy varhany pracují na principu aditivní syntézy. Zvuk varhan je tvořen mechanickými tónovými (fonickými) koly, která rotují před malými elektromagnetickými snímači. Každé tónové kolo vytváří elektrický signál podobný sinusoidě. Otáčením tónového kola se mění intenzita magnetického pole, když je špička ozubeného kola nejblíže ke špičce magnetu je magnetismus nejsilnější, když je nejdále, nejslabší. Změny magnetického pole vytvářejí v cívce střídavý proud, který se používá jako jedna z frekvencí v harmonické syntéze.
Hammondovy varhany patří mezi elektromechanické, elektrofonické či také méně přesně elektrické nástroje, protože tóny jsou zde tvořeny mechanickými tónovými koly a ne oscilátory jako v případě nástrojů elektronických. Většina modelů Hammondových varhan používá 96 tónových kol. Pět z nich negeneruje zvuk a slouží pouze k vyrovnání mechanických vlastností rotační soustavy. Zvukový generátor tedy vytváří 91 frekvencí potřebných pro celé varhany. K výstupu některých snímačů jsou zapojeny kondenzátory a odpory, které s indukčností cívky snímače tvoří rezonanční obvod, který zdůrazňuje potřebné (produkované) kmitočty a ostatní (rušivé) potlačuje.

### Táhla

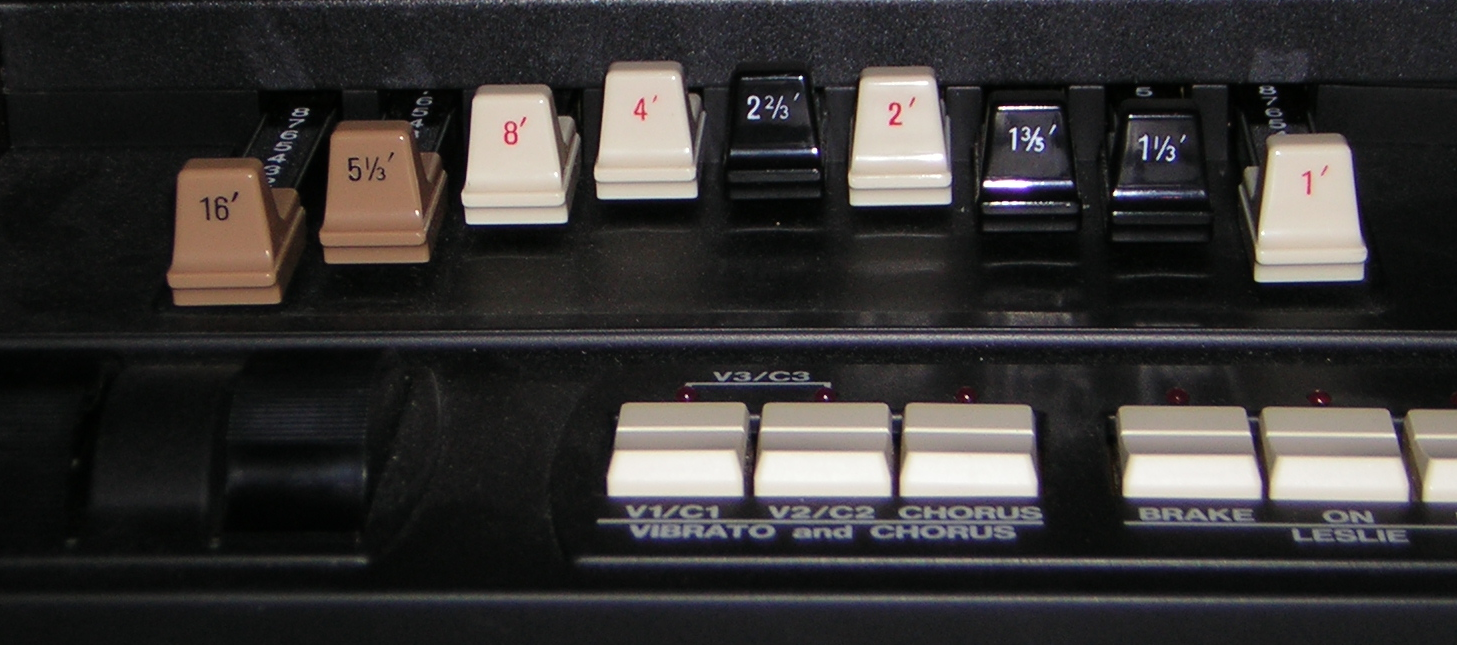
Táhla na Hammond XB-1

Požadovaný zvuk se dá nastavit některou ze sad táhel umístěných nad klaviaturami. Táhla fungují podobně jako tahové potenciometry na mixážním pultu. Čím víc se táhlo vysune, tím větší je intenzita odpovídající frekvenční složky ve výsledném tónu.
Táhla jsou ve skupinách uspořádána takto:
| 16'    | 1 oktáva nižší než základní tón             |
| 5 1/3' | kvinta nad základním tónem                  |
| 8'     | základní tón                                |
| 4'     | 1 oktáva nad základním tónem                |
| 2 2/3' | 1 oktáva a kvinta nad základním tónem       |
| 2'     | 2 oktávy nad základním tónem                |
| 1 3/5' | 2 oktávy a velká tercie nad základním tónem |
| 1 1/3' | 2 oktávy a kvinta nad základním tónem       |
| 1'     | 3 oktávy nad základním tónem                |

Každé táhlo má rozsah 0 (vypnuto) až 8 (maximum). Změny nastavení je možné provádět během hraní.

### Předvolby
Přepínače předvoleb zvukových barev jsou řešeny jako přidaná oktáva klaviatury úplně vlevo, která je v inverzní barvě. Klávesy Cis až A obvykle spínají pevně nastavené tovární barvy a klávesy Ais a H aktivují některou ze sad táhel (volnou kombinaci). Klávesou C se pak ruší zvolený rejstřík. Pro basový pedál (je-li přítomen) není žádná předvolba k dispozici, barva se nastavuje pouze zvláštní malou sadou táhel.

### Klávesové kontakty
Signály jednotlivých složek aditivní syntézy spínají skupiny devíti kontaktů umístěných u kláves. Při spínání vzniká rušivý zvuk – kliks, který je součástí charakteristického zvuku nástroje.

### Perkuse
Dalším charakteristickou součástí zvuku Hammondových varhan je efekt perkuse, vznikající neperiodickou amplitudovou modulací (krátkým zdůrazněním) hlasových řad 4' (2. harmonická) a 2 2/3' (3. harmonická). Modulační signál se odvozuje od stisku kláves. Při zapnuté perkusi přestává hrát hlasová řada 1', její sběrnice je použita pro spouštěcí napětí obvodu perkuse. Vybraný zvuk perkuse zazní buď rychle („Fast“) nebo pomalu („Slow“). Některé modely funkci perkuse nemají.

### Chorus
Součástí varhan je elektromechanická jednotka vytvářející pomocí rotačního přepínače efekt chorus a vibráto.

### Dozvuk
Typický zvuk dotváří také vestavěná pružinová dozvuková jednotka.

### Zesilovač
Elektronické obvody zesilující zvukový signál jsou osazeny elektronkami. Hudebníci často využívají zkreslení vznikající při mírném přebuzení zesilovače.

### Reproduktory

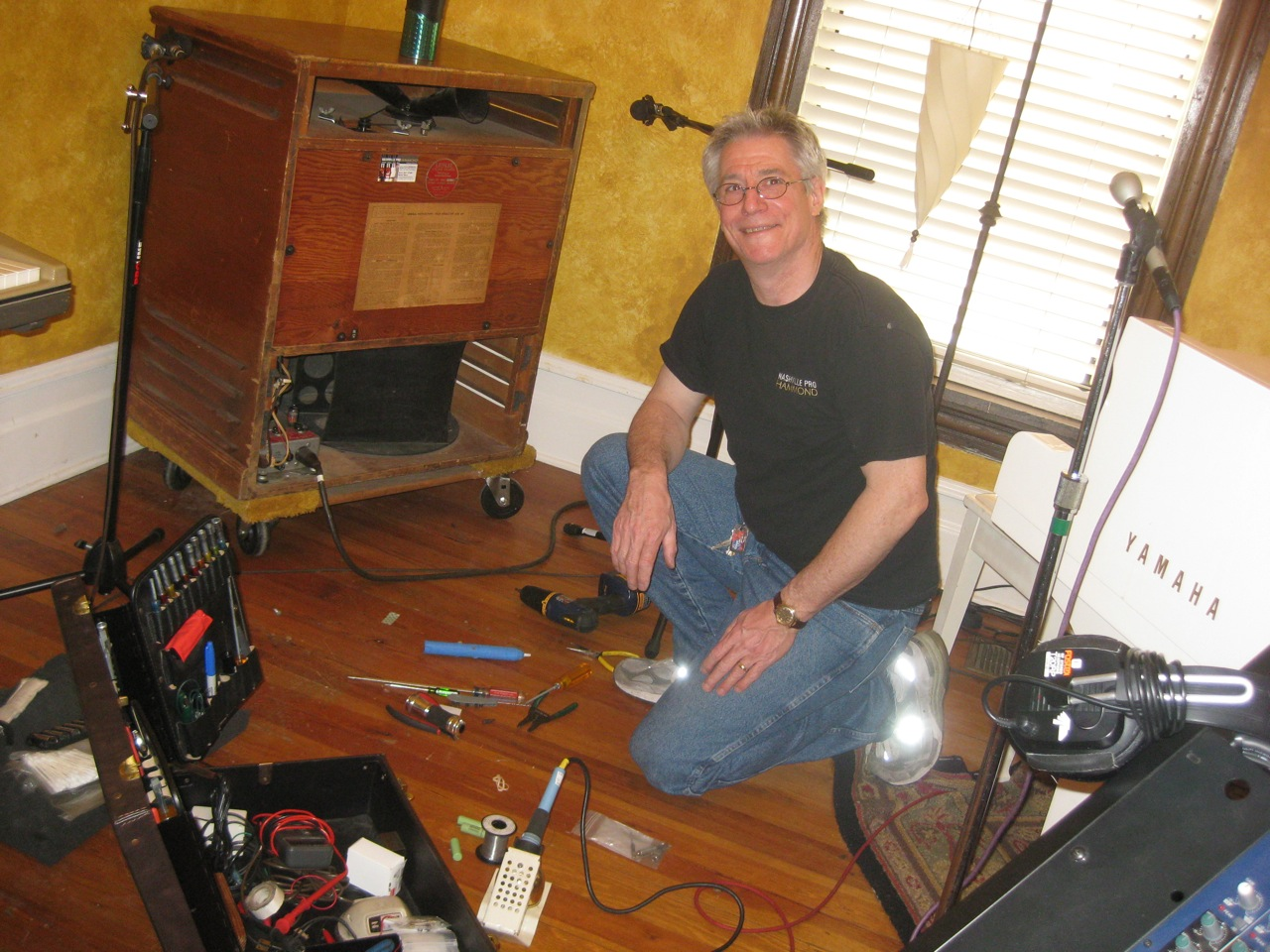
Údržba Leslie reproduktoru

Ačkoli Hammondovy varhany mají vlastní sadu reproduktorů, mnoho hráčů používá „rotující reproduktory“ Leslie, nazývané podle jeho vynálezce Donalda J. Leslieho (1913–2004). Reprosoustava Leslie se skládá ze zesilovače a reproduktorů, jejichž zvuk je v případě výšek vyzařován přes rotující zvukovody umístěné nad výškovým reproduktorem a v případě basů přes rotující bubnový zvukovod umístěný pod reproduktorem, což vytváří charakteristický pulsující zvuk. Principem efektu je využití kombinace periodické amplitudové a frekvenční modulace, vznikající v důsledku Dopplerova jevu. Výsledný zvuk závisí na rychlosti rotorů. Při pomalém otáčení, typicky kolem jedné otáčky za sekundu, vzniká efekt podobný chorusu. Při rychlých otáčkách vzniká vibráto, při kterém se periodicky mění i hlasitost a barva zvuku.